# 中華民國109年全民運動會拔河比賽
中華民國109年全民運動會拔河比賽區分男子組、女子組及男女混合組，共產生七面金牌
，賽事於109年10月18日至10月21日在國立花蓮高級農業職業學校舉行。

在全民運動會籌備會、中華民國拔河運動協會指導下，由中華民國拔河運動協會負責拔河競賽各項技術工作。

## 比賽指導單位
中華民國拔河運動協會

## 競賽資訊[a 1]

### 大會日期
中華民國 109 年 10 月 17 日（星期六）至 22 日（ 星期四）。

### 比賽日程
- （一）室內賽（男子組、女子組）： 109 年 10 月 18 日（星期日）至 10 月 19 日（星期一）計 2 天。
- （二）室外賽（男子組、女子組、男女混合組）： 109 年 10 月 19 日（星期一）至 10月 21 日（星期三）計 3 天。

### 比賽場地
國立花蓮高級農業職業學校（花蓮縣花蓮市建國路 161 號）

### 比賽項目
| 項目             | 重量    |
| ---------------- | ------- |
| 男子組室內賽     | 600公斤 |
| 男子組室外賽     | 640公斤 |
| 男子組室外賽     | 680公斤 |
| 女子組室內賽     | 500公斤 |
| 女子組室內賽     | 540公斤 |
| 女子組室外賽     | 560公斤 |
| 男女混合組室外賽 | 580公斤 |

## 裁判名單[a 1]
| 審判委員兼召集人 | 郭志輝                                           |  |          |               |
| 審判委員         | 余育樸 黄永旺 孔令俊 董政欽                      |  |          |               |
| 裁判長           | 彭文立                                           |  |          |               |
| 副裁判長         | 袁振傑                                           |  |          |               |
| 河道裁判         | 王國樑 林世正 啟書彰 黃仁昭 呂文彬 陳彥誠 鍾昭同 |  |          |               |
|                  | 楊純碧 王秋光 楊欽粹 林維彬 林三助 許惠仁 林子堯 |  |          |               |
|                  | 關紫心 郭盈師 陳文勤 何俊明 林有智 高宗聖 高竣暉 |  |          |               |
|                  | 陳志傑 曾振興劉金英簡熵成李國華芙代・谷木·母那烈 |  |          |               |
| 記錄裁判         | 蕭寶月 李月卿 莊素珍                             |  | 監控裁判 | 李文虎 黄弘錦 |

## 決賽成績列表[a 2]
| 序 | 單位   | 比賽項目                      | 姓名                                                                  | 成績 | 備註 | 名次 | 組別   | 種類 | 日期     |
| 1  | 高雄市 | 男子組拔河室內賽600公斤級     | 李翊豪 吳柏諺 尹耀霆 曹嘉睿 賴祈珉 陳利洋 施柏宇 張廷豪 劉駿豐        |      |      | 1    | 男子組 | 拔河 | 10月19日 |
| 2  | 彰化縣 | 男子組拔河室內賽600公斤級     | 劉光祐 張志丞 賴銘御 江韋頡 黃任宏 張皓然 謝詠翔 林侑瑋 賴威成        |      |      | 2    | 男子組 | 拔河 | 10月19日 |
| 3  | 臺中市 | 男子組拔河室內賽600公斤級     | 李嘉竣 傅傳隆 林煜柏 潘信佑 潘證元 王首仁 黃研儒 洪旻 童盈升          |      |      | 3    | 男子組 | 拔河 | 10月19日 |
| 4  | 南投縣 | 男子組拔河室內賽600公斤級     | 黃欣毓 胡家誠 黃冠福 丁宗祐 蕭毓龍 黃俊頲 黃家祥 陳儒煌 陳厚任        |      |      | 4    | 男子組 | 拔河 | 10月19日 |
| 5  | 宜蘭縣 | 男子組拔河室內賽600公斤級     | 張庭瑄 郭哲瑋 馮裕升 吳瀚暘 黃哲瑋 劉漢輝 楊雁程 黃冠霖 吳瀚業        |      |      | 5    | 男子組 | 拔河 | 10月19日 |
| 6  | 新竹縣 | 男子組拔河室內賽600公斤級     | 林育賢 翁承瑄 波塔阿季 李孟淵 劉興財 郭孟宸 徐源浩 胡愷元 潘致昊      |      |      | 6    | 男子組 | 拔河 | 10月19日 |
| 7  | 桃園市 | 男子組拔河室內賽600公斤級     | 林奕韡 梁朝宇 張志銘 張正翰 林子豪 黃偉杰 張中毓 王家緯 謝明傑        |      |      | 7    | 男子組 | 拔河 | 10月19日 |
| 8  | 臺中市 | 女子組拔河室內賽500公斤級     | 林佩蓉 陳湘柔 陳慧怡 陳凱琳 黃思穎 林嘉琳 洪慧娟 李靜伊 吳巧音        |      |      | 1    | 女子組 | 拔河 | 10月19日 |
| 9  | 臺北市 | 女子組拔河室內賽500公斤級     | 許祐寧 張䇛寧 潘聖梅 林家如 許瑜芳 邱思瑜 黎品辰 俞亞均 彭敬軒        |      |      | 2    | 女子組 | 拔河 | 10月19日 |
| 10 | 花蓮縣 | 女子組拔河室內賽500公斤級     | 曾欣 江夏瑄 杜霈育 張慧謙 古采蓉 陳安宇 侯靜宜 盧姵錡                 |      |      | 3    | 女子組 | 拔河 | 10月19日 |
| 11 | 臺北市 | 女子組拔河室內賽540公斤級     | 林秀怡 高佳儀 涂純瀠 黃怡瑾 邱百萱 鄭懷云 李洳君 陳姿蓉 周渝芳        |      |      | 1    | 女子組 | 拔河 | 10月19日 |
| 12 | 臺中市 | 女子組拔河室內賽540公斤級     | 甘林依靜 陳麗惠 王薆綸 黃詩語 廖羽萱 金妙筠 王姿榕 林旻慧 林純羽      |      |      | 2    | 女子組 | 拔河 | 10月19日 |
| 13 | 高雄市 | 女子組拔河室內賽540公斤級     | 高玉珍 邱美淳 黃珮珊 陳品汝 張文瑄 黃晉安 劉慧芳 陳怡心 張珮甄        |      |      | 3    | 女子組 | 拔河 | 10月19日 |
| 14 | 南投縣 | 女子組拔河室外賽560公斤級     | 王若存 高巧宜 田嘉欣 董涵 蔡迎春 林雅君 卓世萱 施芷芯 田嘉蓉          |      |      | 1    | 女子組 | 拔河 | 10月20日 |
| 15 | 臺中市 | 女子組拔河室外賽560公斤級     | 陳詩婷 林芯羽 陳如萍 蘇家羚 林妤華 宋佳紜 沙雯鈺 呂亭嫺 陳昶宏        |      |      | 2    | 女子組 | 拔河 | 10月20日 |
| 16 | 桃園市 | 女子組拔河室外賽560公斤級     | 東施涵 李勻錡 黃婷妮 林夢婷 吳阡萍 郭雅婷 黃婷宜 張娣禎 朱怡瑄        |      |      | 3    | 女子組 | 拔河 | 10月20日 |
| 17 | 臺中市 | 男子組拔河室外賽640公斤級     | 張博皓 萬年 曾晟 許恒圳 王佳峻 廖峻愷 吳承蔚 張博鈞 劉泳諄            |      |      | 1    | 男子組 | 拔河 | 10月20日 |
| 18 | 桃園市 | 男子組拔河室外賽640公斤級     | 林家維 林敬淳 呂宇軒 劉柏彥 劉承恩 廖隆恩 洪家俊 姚皓文 烏嘉祥        |      |      | 2    | 男子組 | 拔河 | 10月20日 |
| 19 | 高雄市 | 男子組拔河室外賽640公斤級     | 胡柏凱 劉德威 林佑擇 翁少杰 徐茂焜 邱嘉康 麥漢林 莊晉瑞 鄭廣騰        |      |      | 3    | 男子組 | 拔河 | 10月20日 |
| 20 | 新北市 | 男子組拔河室外賽640公斤級     | 陳致允 黃柏鈞 廖子賢 羅穎安 鍾岳勳 尤韋勛 王皓 吳宗祐 高群翰          |      |      | 4    | 男子組 | 拔河 | 10月20日 |
| 21 | 臺北市 | 男子組拔河室外賽640公斤級     | 沈暉棠 廖梓呈 闕永翔 黃亭凱 李宗岳 謝辰鴻 蔡宗軒 蔡楷禾 陳重霖        |      |      | 5    | 男子組 | 拔河 | 10月20日 |
| 22 | 臺中市 | 男子組拔河室外賽680公斤級     | 張峻維 陳宗祐 何寓洋 郭彥廷 許仁鴻 林威志 王智宏 黃冠文 張致豪        |      |      | 1    | 男子組 | 拔河 | 10月20日 |
| 23 | 彰化縣 | 男子組拔河室外賽680公斤級     | 廖崤杉 張宥澤 張博睿 林建銘 柯政雄 潘宗佑 蔡君朋 林秉學 張倢瑞        |      |      | 2    | 男子組 | 拔河 | 10月20日 |
| 24 | 新北市 | 男子組拔河室外賽680公斤級     | 陳圳龍 林威廷 林裕展 陳駿傑 陳鍾政龍 吳志鴻 方瑜寬 王基礎 李東祐      |      |      | 3    | 男子組 | 拔河 | 10月20日 |
| 25 | 桃園市 | 男子組拔河室外賽680公斤級     | 蔡昇宏 林永權 督瑪路·安德烈 張祥正 洪家俊 王家莨 許筑宇 賴晉奕 黃献庭 |      |      | 4    | 男子組 | 拔河 | 10月20日 |
| 26 | 桃園市 | 混合組拔河室外混合賽580公斤級 | 林家維 林敬淳 呂宇軒 劉柏彥 廖隆恩 李勻錡 黃婷妮 林夢婷 吳阡萍 黃婷宜 |      |      | 1    | 混合組 | 拔河 | 10月21日 |
| 27 | 臺中市 | 混合組拔河室外混合賽580公斤級 | 張峻維 郭彥廷 許仁鴻 王智宏 黃冠文 陳詩婷 林佩蓉 林芯羽 陳凱琳 陳昶宏 |      |      | 2    | 混合組 | 拔河 | 10月21日 |
| 28 | 宜蘭縣 | 混合組拔河室外混合賽580公斤級 | 郭哲瑋 馮裕升 吳瀚暘 楊雁程 吳瀚業 林夢筑 林嘉欣 李怡謹 李涵婕        |      |      | 3    | 混合組 | 拔河 | 10月21日 |
| 29 | 彰化縣 | 混合組拔河室外混合賽580公斤級 | 劉光祐 江韋頡 黃任宏 張皓然 林侑瑋 魏郁璇 賴亭諭 黃方俞 杜映璇 賴依萱 |      |      | 4    | 混合組 | 拔河 | 10月21日 |

(成績結果以中華民國109年全民運動會大會公佈為主，本成績僅供參考)

### 官方資料
1. 1 2 3  （繁體中文） (PDF). 109年全民運動會籌備處.   [2020-10-22]. （原始内容存档 (PDF)于2020-10-27）.
2. ↑  （繁體中文）.   [2020-10-22]. （原始内容存档于2020-10-28）.
3. ↑  （繁體中文）. 2020-10-19  [2020-10-19]. （原始内容存档于2020-10-26）.
4. ↑  （繁體中文）. 2020-10-19  [2020-10-19]. （原始内容存档于2020-10-24）.
5. ↑  （繁體中文）. 2020-10-19  [2020-10-19]. （原始内容存档于2020-10-23）.
6. ↑  （繁體中文）. 2020-10-20  [2020-10-20]. （原始内容存档于2020-10-26）.
7. ↑  （繁體中文）. 2020-10-20  [2020-10-20]. （原始内容存档于2020-10-26）.
8. ↑  （繁體中文）. 2020-10-20  [2020-10-20]. （原始内容存档于2020-10-23）.
9. ↑  （繁體中文）. 2020-10-21  [2020-10-21]. （原始内容存档于2020-10-23）.

### 新聞報導
1. ↑  . 109年全民運動會. 2020-10-16  [2020-10-16].

## 外部連結
- （繁體中文）109年全民運動會官方網站 （页面存档备份，存于）